# Вірю в кохання (фільм)
«Вірю в кохання» (англ. I Still Believe) ― американська романтична мелодрама 2020 року, знята братами Ендрю та Джоном Ервінами. Фільм заснований на житті американського співака та автора пісень сучасної християнської музики Джеремі Кемпа та його першої дружини Меліси Лінн Хеннінг-Кемп, у якої незадовго до весілля був діагностований рак яєчників  . Прем'єра фільму відбулася в Arclight Hollywood 7 березня 2020 року, а театральний реліз у Сполучених Штатах відбувся 13 березня 2020 року. Фільм отримав неоднозначні відгуки критиків, які похвалили фільм за зображення віри, але розкритикували сюжет та персонажів. Компанія Lionsgate випустила фільм на відео на запит 27 березня 2020 року у зв'язку з пандемією COVID-19 .

## Сюжет
Події відбуваються в Лафайєті, штат Індіана. У вересні 1999 року Джеремі Кемп вирушає до коледжу каплиці Голгофи в Муррієті, штат Каліфорнія. У ніч свого приїзду він вирушає на концерт канадського християнського гурту The Kry, де знайомиться із вокалістом Жаном-Люком Ладжуа.
Після концерту Джеремі зустрічає Меліссу Хеннінг, з якою навчався в одній школі та подругу Жана-Люка. Жан-Люк любить Меліссу, але вона не відповідає йому взаємністю. Джеремі та Мелісса знайомляться один з одним і у них зав'язуються стосунки. Жан-Люк перестає спілкуватися з ними. В результаті Мелісса припиняє свої стосунки з Джеремі. Джеремі повертається до будинку своєї сім'ї в Індіані на різдвяні канікули. Через декілька днів після Різдва Жан-Люк дзвонить Джеремі та повідомляє, що Мелісса хвора і просить Джеремі повернутися до Каліфорнії.
Після прибуття, Джеремі відвідує Меліссу у лікарні і та повідомляє йому, що у неї діагностовано рак печінки 3-ї стадії. Мелісса також зізнається Джеремі у коханні. Джеремі говорить те саме і робить їй пропозицію. Меліса погоджується. У цей час Джеремі починає робити собі ім'я як християнський співак і автор пісень. Мелісса дізнається, що рак поширився на її яєчники і що їй потрібна операція, яка зробить її безплідною. Після того, як мала відбутися операція, Джеремі будить Меліссу і каже їй, що операцію було скасовано, тому що тепер у неї немає раку. Через шість місяців Джеремі і Мелісса одружуються. Все здається ідеальним, поки після їхнього медового місяця Мелісса не прокидається від болю. Джеремі відвозить її до лікарні, де вони дізнаються, що рак повернувся і більше нічого не можна зробити.
У міру того, як Мелісса слабшає, Джеремі починає сумніватися у своїй вірі у Бога. В лікарні Джеремі співає пісню, яку він написав під час їхнього медового місяця. Невдовзі після цього Мелісса вмирає. Джеремі сердиться на Бога і вирішує відмовитися від своєї музичної кар'єри, розбиваючи свою гітару доти, доки вона не зламається. Усередині гітари Джеремі знаходить записку, яку Мелісса залишила йому, щоб він знайшов її після смерті, в якій йдеться про те, що страждання не шкодять вірі, а зміцнюють її. Її напутні слова спонукають його писати пісні.
Через два роки Джеремі виконує пісню, яку написав після смерті Меліси про свої страждання, але врешті-решт відновив віру. Після концерту він зустрічає дівчину на ім'я Едріенн, яка каже Джеремі, що втратила близьку їй людину, і вона була зла на Бога, і його пісні змінили її життя. Титри показують, що Джеремі та Едріенн одружилися в 2003 році і у них троє дітей.

## У ролях
- Кей Джей Апа ― Джеремі Кемп
- Бріт Робертсон ― Мелісса Хеннінг
- Гері Сініз ― Том
- Шанайя Твейн ― Тері
- Мелісса Роксбург ― Хізер
- Нейтан Парсонс ― Жан-Люк Ладжуа
- Ебігейл Коуен ― Едріенн

## Вихід
Прем'єра фільму відбулася у кінотеатрі Arclight Hollywood у Голлівуді, штат Каліфорнія, 7 березня 2020  . Він також був випущений у кінотеатрах Північної Америки 13 березня компанією Lionsgate з ранніми показами в кінотеатрах IMAX 11 березня   .
Коли пандемія COVID-19 відступила, фільм був випущений у трьох кінотеатрах Santikos у Сан-Антоніо, штат Техас, 1 травня 2020  .

## Касові збори
Фільм зібрав 9,9 мільйона доларів у Сполучених Штатах та Канаді та 3 мільйони доларів в інших країнах, що загалом склало 12,9 мільйона доларів по всьому світу.
У Сполучених Штатах та Канаді фільм зібрав 11-15 мільйонів доларів у 3250 кінотеатрах у перші вихідні    . Фільм зайняв перше місце в прокаті першого дня, зібравши 4 мільйони доларів, включаючи 780 000 доларів з показів IMAX в середу і попередніх переглядів у четвер увечері.

## Критика
На сайті агрегатора відгуків Rotten Tomatoes, рейтинг схвалення фільму складає 49 %, він заснований на 49 відгуках із середнім рейтингом 5,6 з 10  . На сайті Metacritic фільм має середньозважений бал 41 зі 100, заснований на 12 критиках, що вказує на змішані або середні відгуки  . Глядачі, опитані Cinematic, дали фільму середню оцінку "A" за шкалою від A+ до F, а PostTrak повідомив, що він отримав у середньому 4,5 зірки із 5.
У позитивному відгуку Піт Хаммонд з Deadline Hollywood написав, що фільм не переписує жодне з правил цього жанру, але він ставить правильні питання віри у світлі неймовірної трагедії, не намагаючись прикрасити їх. Для тих, хто справді хоче вірити, цього має бути достатньо. Шанувальники Апи також мають бути щасливими. Цинікам не варто дивитися фільм, він не для них  . Меган Башам із World також написала позитивний відгук похваливши фільм за зображення віри серед страждань  . Джо Лейдон з Variety у позитивному відгуку про фільм похвалив гру Апи та Робертсон і високо оцінив режисуру братів Ервін  .

## Нагороди
| Нагорода   | Дата | Категорія | Результат |
| ---------- | ---- | --- | --------- |
| Dove Award | 2020 | style="background: #99FF99; color: black; vertical-align: middle; text-align: center; " class="yes table-yes2"\|Перемога |           |

## Саундтрек
Оригінальний саундтрек до фільму був випущений у цифровому вигляді лейблом Capitol Records 6 березня 2020 року і включав партитуру Дебні, виконання Апою пісень Кемпа This Man, I Still Believe, My Desire і Right Here, а також нові версії "I Still Believe" та "Walk by Faith" у виконанні Джеремі Кемп і два треки з діалогами з фільму.

### Трек-лист
| # | Назва | Тривалість |
| - | ----- | ---------- |